# Springfield, Minnesota
Springfield là một thành phố thuộc quận Brown, tiểu bang Minnesota, Hoa Kỳ. Năm 2010, dân số của thành phố này là 2152 người.

## Dân số
- Dân số năm 2000: 2215 người.
- Dân số năm 2010: 2152 người.